# Duomyia hypene
Duomyia hypene är en tvåvingeart som beskrevs av Mcalpine 1973. Duomyia hypene ingår i släktet Duomyia och familjen bredmunsflugor. Inga underarter finns listade i Catalogue of Life.